# Perpetuum Jazzile
Perpetuum Jazzile ist ein nicht-traditioneller slowenischer Chor, der durch eigene Choreografien und Bühnenshow wie sonst nur bei A-cappella-Formationen hervortritt.

## Geschichte des Chors
Das Gesangsensemble Perpetuum Jazzile wurde ursprünglich 1983 von Marko Tiran als Gaudeamus Chamber Chor in Slowenien gegründet. Der Chor interpretiert Lieder aller Art in modernen A-cappella-Arrangements.
Der Chor veranstaltet regelmäßige Konzerte in Slowenien und auf Konzertreisen im Ausland (u. a. Argentinien, Brasilien, Vereinigte Staaten, Kroatien, Tschechien, Deutschland, Schweiz, Kanada und China). Jedes Jahr im Herbst veranstaltet die Gruppe Vokal Xtravaganzza Konzerte im Čankarjev Dom in Ljubljana (bis 2017) bzw. in der Dvorana Stožice, ebenfalls in Ljubljana (2018). Häufig treten dort auch Gäste auf, u. a. Alenka Godec, 6Pack Čukur, Alya, Oto Pestner, Jan Plestenjak, Nuša Derenda sowie Vocalica (Italien), The Real Group (Schweden), Mansound (Ukraine), BR6 (Brasilien), The Real Six Pack (Deutschland).
2010 trat er beim Africa Music Award in London auf; 2012 war der Chor Gast in der Fernsehshow Verstehen Sie Spaß? sowie im ZDF bei Carmen Nebel.
Im Oktober 2023 feierte der Chor sein 40-jähriges Jubiläum mit mehreren Konzerten in Ljubljana, Čankarev Dom.

## Diskografie

### Alben
- Ko boš prišla na Bled (Wenn du nach Bled kommst) (2000)
- Pozabi, da se ti mudi (Vergessen im Stress) (2003)
- As (2004)
- Čudna noč (Komische Nacht) (2006)
- Africa (2009)
- Perpetuum Jazzile Live (Vokal Xtravaganzza 2008 live DVD) (2009)
- Vocal Ecstasy (Stimmliche Ekstase) (2012)
- Thank you for the music (2013)
- The Show, Live in Arena (2014)
- Both Sides - Double Album (2016)
- So najlepše pesmi že napisane? (Sind die schönsten Lieder schon geschrieben?) (2018)[4]
- Smells Like... (2023)

### Singles
- Poletna noč (2008)
- Prisluhni školjki (2009)
- Nkosi Sikelel’ iAfrica (2010)
- Avsenik Medley (2010)
- Umirem 100 puta dnevno (2011)